# Рахматназаров, Имомназар Рахматназарович
Рахматназаров Имомназар Рахматназарович (тадж. Имомназар Раҳматназаров, 26 октября 1936, Хорог, ГБАО Таджикская ССР — 4 мая 2014, Хорог, Республика Таджикистан — советский, таджикский военный, дипломат, переводчик, государственный и общественный деятель, выпускник Высшей Краснознаменной школы КГБ СССР им. Ф. Э. Дзержинского (1968) и Минской средней специальной школы Комитета государственной безопасности СССР (1963), референт Восточного отдела Министерства иностранных дел СССР, вице консул посольства СССР в Афганистане (1968—1971), участник Афганской войны (01.1980—11.1987), советник Министерства Госбезопасности Демократической Республики Афганистан (ДРА) в Кундузской провинции (1980—1981), полковник КГБ СССР, ГКНБ Республики Таджикистан (1962—1998). Кавалер орденов «Знак Почёта», «За службу Родине в Вооружённых Силах СССР», «Слава» — ДРА.

## Биография
Родился 26 октября 1936 года в Хороге (Горно-Бадахшанская автономная область, Таджикская ССР) в семье служащего, таджика по происхождению.
Учился в средней школе № 8 имени Сталина в Верхнем Хороге (1944—1954), по окончания школы поступил на исторический факультет Таджикского государственного университета им. В. И. Ленина (1954—1959).
Профессиональную деятельность начал с систематизации документов, а также историю и организацию архивного дела старшим научным сотрудником Архивного управления при Совете Министров Таджикской ССР (1959—1960).
В 1960 году избран первым секретарём Центрального райкома комсомола, Центрального района города Сталинабада в Таджикской ССР (1960—1962).
С февраля 1962 года зачислен на действительную военную службу в системе Комитета государственной безопасности СССР — слушатель Минской средней специальной школы Комитета государственной безопасности при Совете Министров СССР (Школа № 302 — Высшие курсы КГБ СССР), ныне Институт национальной безопасности Республики Беларусь (02.1962—02.1963).
C 1966 по 1968 года — учёба в Высшей Краснознаменной школы КГБ СССР им. Ф. Э. Дзержинского (101 школа) в Москве.
Референт Восточного отдела Министерства иностранных дел (МИД) СССР, вице консул посольства СССР в Афганистане с 1968 по декабрь 1971 года.
С января 1972 по август 1972 года — старший оперуполномоченный 2 отделения, 5 отдела Комитета государственной безопасности при Совете Министров Таджикской ССР, г. Душанбе.
С август 1972 по октябрь 1974 года — заместитель начальника 2 отделения, 5 отдела КГБ при Совете Министров Таджикской ССР, г. Душанбе.
С октября 1974 по август 1977 года — начальник 2 отделения в 5 отделе КГБ при Совете Министров Таджикской ССР, г. Душанбе.
С август 1977 по декабрь 1979 года — старший оперуполномоченный 2 отделения, 5 отдела КГБ при Совете Министров Таджикской ССР, г. Душанбе.
С 8 января по 24 апреля 1980 года в составе специального батальона охраны погранвойск КГБ СССР в Бадахшанской провинции Демократической Республики Афганистан (ДРА).
С сентября 1980 по май 1981 года советник Министерства государственной безопасности Демократической Республики Афганистан в Кундузской провинции.
С октября 1984 по октябрь 1986 года служил в разведке — подразделение Ограниченного контингента Советских войск в Демократической Республике Афганистан: 

 Когда была получена информация о том, что в расположение одной из группировок прибыл пакистанский разведчик, решили провести войсковую спецоперацию. Иностранного агента с группой прикрытия взяли в плен. Несколько дней он жил в бане под охраной. Подполковник Князев долго с ним беседовал, но переманить пакистанца на свою сторону никак не получалось. Помог подполковник Имомназар Рахматназаров, таджик по национальности, которого Станислав Никифорович считал своим лучшим помощником: он знал язык и местные обычаи. Вместе они и убедили пакистанца сотрудничать.
Помимо разведки, наши контрразведчики занимались вербовкой вождей племен и командиров группировок, на счету у которых не было крови советских солдат. Станислав Никифорович лично ходил на встречи с подобного рода местными главарями. Он задавал тон беседе, а Рахматназаров переводил. Помощь от таких контактов была огромная: афганцы обеспечивали безопасность в определённой зоне действий наших войск, оповещали о планируемых диверсиях.— 
Владел кроме родной шугнанский, государственный таджикский, хорошо русским, дари, пушту, персидским и английским языками.
С ноября 1987 по апрель 1992 года — заместитель председателя Областного комитета ДОСААФ ГБАО.
С октября 1993 по май 1994 года = начальник отделения допризывной подготовки Хорогского городского военкомата.
С 1992 года вновь зачислен на действительную военную службу в системе ГКНБ Республики Таджикистан, первый заместитель начальника Управления ГКНБ Республики Таджикистан по ГБАО (1992—1994), начальник Шугнанского райотдела и Хорогского гор отдела УГКНБ Республики Таджикистан по ГБАО (1994-10.1998).
С апреля 2000 по май 2002 года зав административно-правового отдела Хукумата города Хорога.
Полковник Имомназар Рахматназарович Рахматназаров cкончался 4 мая 2014 года в Хороге, на 78 году жизни, похоронен там же.

## Общественная деятельность
Был членом ВЛКСМ 1951 по 1961 и членом КПСС с 1961 г.
Избирался:
- депутатом Мургабского районного Совета народных депутатов с 1977 по 1979 гг.
- председателем Совета воинов-интернационалистов ГБАО,
- членом Президиума Совета ветеранов войны и труда ГБАО[1].

## Награды
- Орден «Знак Почёта» (1977),
- Орден «За службу Родине в Вооружённых Силах СССР» III степени (1986),
- Орден Слава — ДРА (1986),
- Медаль «Двадцать лет Победы в Великой Отечественной войне 1941—1945 гг.» (1965),
- Медаль «50 лет Вооружённых Сил СССР» (1968),
- Медаль «За воинскую доблесть» (1970),
- Медаль «60 лет Вооруженных Сил СССР» (1978),
- Медаль «За отличие в охране государственной границы СССР» (1980),
- Медаль "За безупречную службу III степени (1972),
- Медаль "За безупречную службу II степени (1977),
- Медаль "За безупречную службу I степени (1983),
- Медаль «70 лет Вооруженных Сил СССР» (1988),
- Медаль «Ветеран Вооруженных Сил СССР» (1987),
- Медаль «Воину-интернационалисту от благодарного афганского народа» (1989),
- Грамота Президиума Верховного Совета СССР «За мужество и воинскую доблесть, проявленные при выполнении интернационального долга в Республике Афганистан» (Москва, Кремль 28 декабря 1988 г.),
- Почетная грамота Президиума Верховного Совета Таджикской ССР (№ 30018, Сталинабад 28 января 1961 г.),
- Почётная грамота ЦК ВЛКСМ (1970),
- Почётная грамота ЦК ЛКСМ Таджикистана (1960),
- Почётная грамота ЦК ДОСААФ СССР (1989),
- Почётная грамота «Общества знание СССР»[1].

## Семья
- Отец — Имомназаров Рахматназар (1912—1972) — участник Великой Отечественной войны с октября 1943 года, инвалид ВОВ — потерял левую ногу при штурме Кёнигсберга, до войны был учителем начальной школы близ Хорог в кишлаках Шод и Хабост.
- Мать — Акназарова Бегимсултон (1918—1971) — работала библиотекарем в областной библиотеке им. Ленина в Хороге.

Братья:
- Рахматназаров Сафоназар (р. 1938) — работал в системе республиканского объединения «Таджикино» гл. бухгалтером, на пенсии с 1998 г.;
- Рахматназаров Курбоназар (р. 1951) — работал в АТП № 50 Минтранса ТаджССР,

Сестры:
- Рахматназарова Курбондавлат (1940—1991) — работала в Хорогском городском узле связи,
- Рахматназарова Некбахтсултон (р. 1943) — работала кассиром Кинофикации ГБАО,
- Рахматназарова Дониста (р. 1955) — выпускница экономического факультета Таджикского государственного университета им. В. И. Ленина (1978),
- Рахматназарова Нигина (р. 1960) — выпускница Таджикского государственного пединститута им. Т. Г. Шевченко (1982), работает учительницей средней школы в Рудаки.
- Первая жена — Рахматназарова Светлана Григоревьна (р. 1935) — родившаяся в Туркмении (проживавшая в г. Душанбе до распада Советского Союза), проживающая в г. Москве[1][5][6].
- Дочь — Шатова, урождённая Рахматназарова Ирина Имомназаровна (р. 1961) — «родившаяся в 1961 году в Таджикистане, проживающая в г. Москве, с сыном Олегом 1987 года рождения»[5][6], выпускница Московского медицинского института, специальность — логопедия (1983)[1].
- Вторая жена — Холикназарова Уснибону Анваровна (р. 1950), работала заведующей приемной части председателя Хорогского горисполкома Совета народных депутатов ГБАО (1971—2012). С 2012 г. на пенсии.
- Дочь — Рахматназарова Махваш Имомназаровна (р. 12.10.1979), выпускница Хорогского государственного университета им. М. Н. Назаршоева, факультет международных отношений (2001). Муж — Назаров Шоди Давлатмамадович (р. 1976) — выпускник: ХОГУ им. М. Н. Назаршоева, инженер-гидромелиоратор (1998); магистратуры делового администрирования Хайдарабадского университета (2002), работает в Кабуле финансовым консультантом в Афганском UNOPS (с 2014).
- Внуки: Олег (р. 1987), Савсан (р. 2007), Сакина (р. 2010)[1][5][6].